# Рубен Арчер Торрі
Рубен Арчер Торрі, Р. А. Торрі (28 січня 1856 — 26 жовтня 1928) — американський благовісник, пастор, педагог, богослов і письменник. Він проповідував по всьому світу та написав понад 40 книг. Він належав до Кесвікянського богослів'я.

## Біографія
Торрі народився в місті Хобокен, штат Нью-Джерсі, і був сином банкіра. Він закінчив Єльський університет у 1875 році та Єльську богословську школу в 1878 році, після чого став Конгрегаціоналіським служником в Гарреттсвіллі, штат Огайо. У 1879 році він одружився з Кларою Сміт, з якою у них народилося п'ятеро дітей.
Після подальшого вивчення богослів'я в Лейпцизькому та Ерлангенському університеті в 1882—1883 роках Торрі приєднався до Двайта Муді у його євангелізаційній роботі в Чикаго в 1889 році й став суперінтендантом Біблійного інституту Чиказького євангелізаційного товариства (тепер Біблійний інститут Муді). У 1894 році він став пастором церкви на Чикаго-авеню (тепер Муді церква).
У 1898 році Торрі служив капеланом у Парубковій християнській асоціації (YMCA) у Чикамаугаському таборі за іспано-американської війни. За Першої світової війни він виконував подібні послуги в Бовіському таборі (табір для військовополонених у Тексасі) та в Кірніському таборі.
У 1902—1903 роказ він проповідував майже у всіх частинах англомовного світу й разом зі співальним керівником Чарльзом Мак-Каллоном Александром проводив відроджувальні служіння у Великій Британії з 1903 по 1905 роки. Тоді він також відвідав Китай, Японію, Австралію та Індію. Торрі проводив подібну кампанію в американських та канадських містах у 1906—1907 роках. Протягом усіх цих заходів Торрі використовував стиль зібрань, що він запозичив у кампаніях 1870-х років Муді. У 1907 році він прийняв почесний ступінь доктора Вітонського коледжу.
У 1912 році Торрі був переконаний будувати інший заклад подібний Біблійному інституту Муді, а з 1912 по 1924 роки він працював деканом Біблійного інституту Лос-Анджелесу (тепер Університет Біола) і брав участь у публікації BIOLA «Королівське діло». Починаючи з 1915 року, він служив першим пастором Церкви відкритої двері, Лос-Анджелес. Торрі був одним з трьох редакторів 12-томної серії «Основ», що згодом дало назву християнському фундаменталізмові.
Торрі провів своє останнє благовісне зібрання на Флориді в 1927 році, коли наступні зібрання були скасовані через його слабке здоров'я. Він помер вдома в Ешвілі, у Північній Каролайні 26 жовтня 1928 року. Йому було 72 роки.
Торрі-Грей авдиторія — головна аудиторія Біблійного інституту Муді, названа на честь Торрі та його наступника Джеймса Мартина Грея. В університеті Біола його ім'ям названо Торрійський відзнаковий інститут й університетську щорічну Біблійну конференцію.